# کوه‌های آند

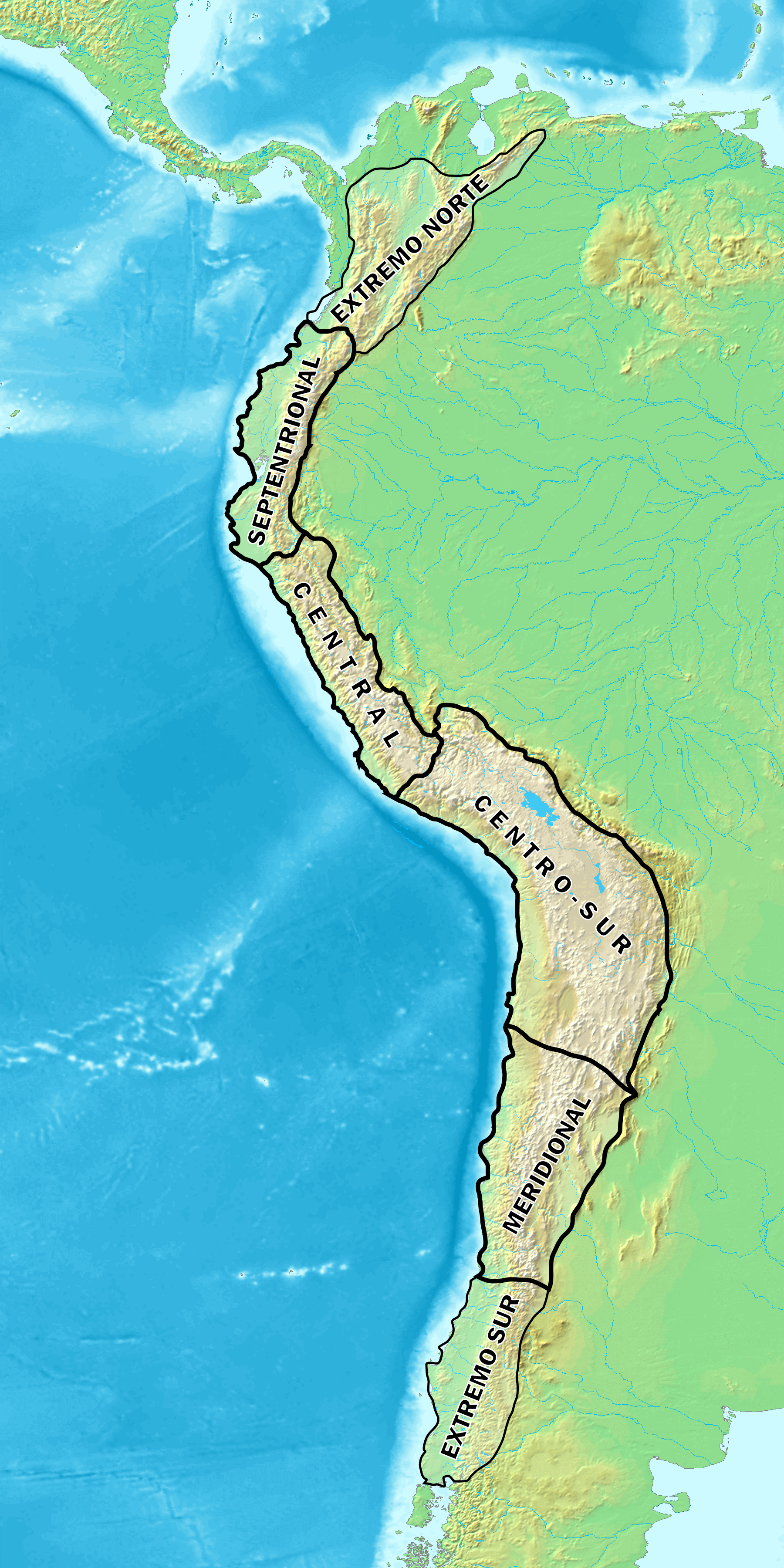
محدوده‌های فرهنگی در رشته‌کوه آند.

رشته‌کوه آندس (به زبان کچوا: آنتی) با درازای ۷۰۰۰ کیلومتر، طولانی‌ترین رشته‌کوه جهان است.
بلند ترین نقطه ی این رشته کوه قله ی آکونکاگوا با ارتفاع ۶۹۹۱ متر است.
آند به شکل زنجیره‌ای در راستای کرانهٔ غربی آمریکای لاتین قرار گرفته و بیشتر آن به موازات سواحل اقیانوس آرام ادامه یافته‌است. پهنای آند بین ۲۰۰ تا ۷۰۰ کیلومتر و میانگین ارتفاع این رشته‌کوه در حدود ۴۰۰۰ متر است.
رشته‌کوه آند در هفت کشور آمریکای جنوبی آرژانتین، شیلی، بولیوی، پرو، اکوادور، کلمبیا و ونزوئلا قرار دارد. آند در مسیر خود از خط استوا عبور کرده و به سمت جنوب تا سرزمین آتش (تیرا دل فوئگو) ادامه پیدا می‌کند.
کمان اسکوشیا و از جمله جزایر جورجیای جنوبی و ساندویچ جنوبی عمدتاً ادامه رشته‌کوه آند در زیر اقیانوس هستند. این خط ممتد با یک قوس بزرگ زنجیره آند را به شبه‌جزیره جنوبگان در منطقه قطب جنوب متصل می‌کند.

## جغرافیای فیزیکی
آند از دو رشتهٔ اصلی به نام‌های کوردیلرای شرقی و کوردیلرای غربی تشکیل شده. در میان این دو رشته، زمین‌های نسبتاً کم‌ارتفاعی قرار گرفته‌اند که رشته‌کوه‌های کوچکی از آن می‌گذرد. مهم‌ترین این رشته‌کوه‌های فرعی، کوردیلرا دلا کوستا در شیلی است.

## نگارخانه

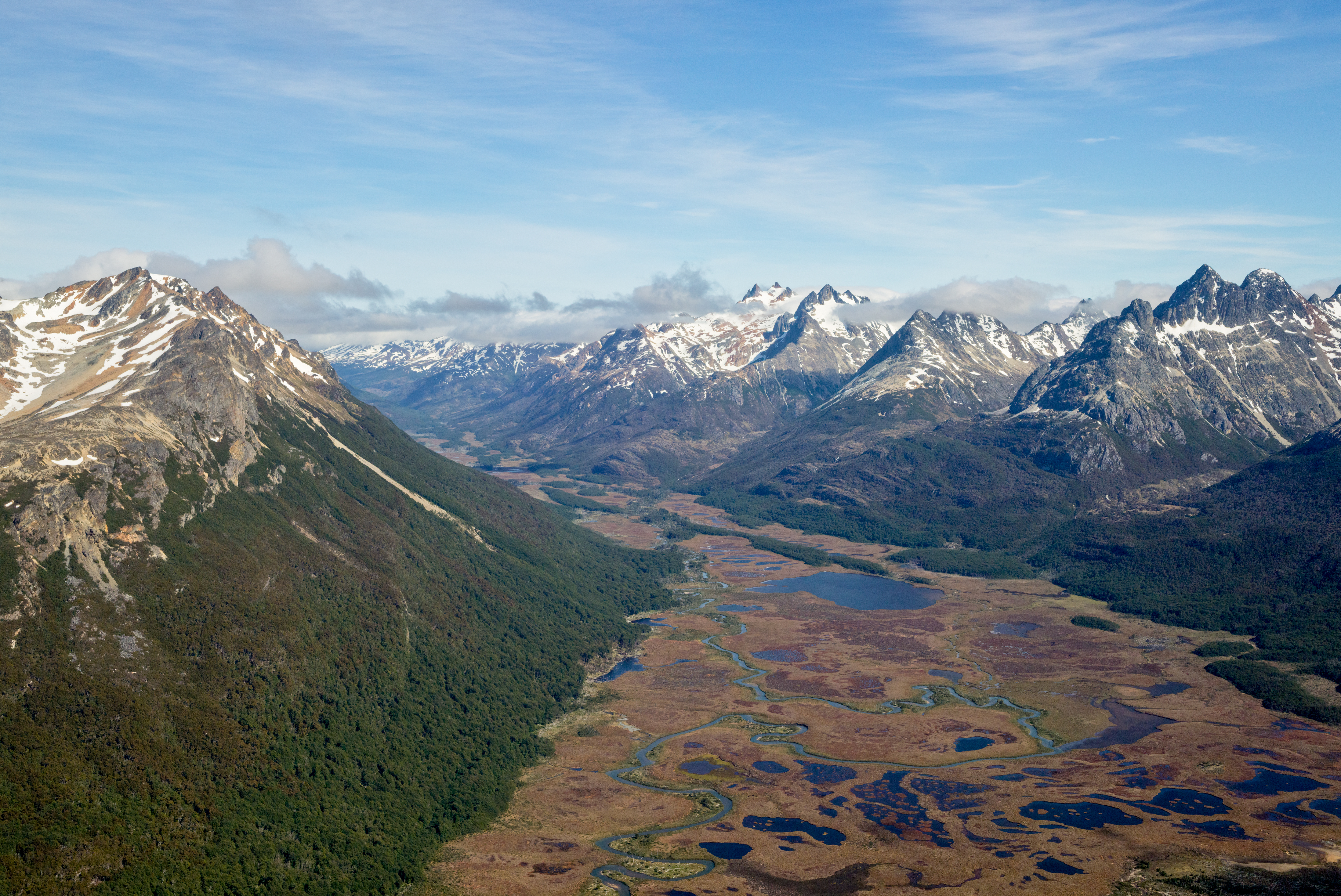
نمای هوایی از انتهای شرقی دره کارباخال در کوه‌های آند.
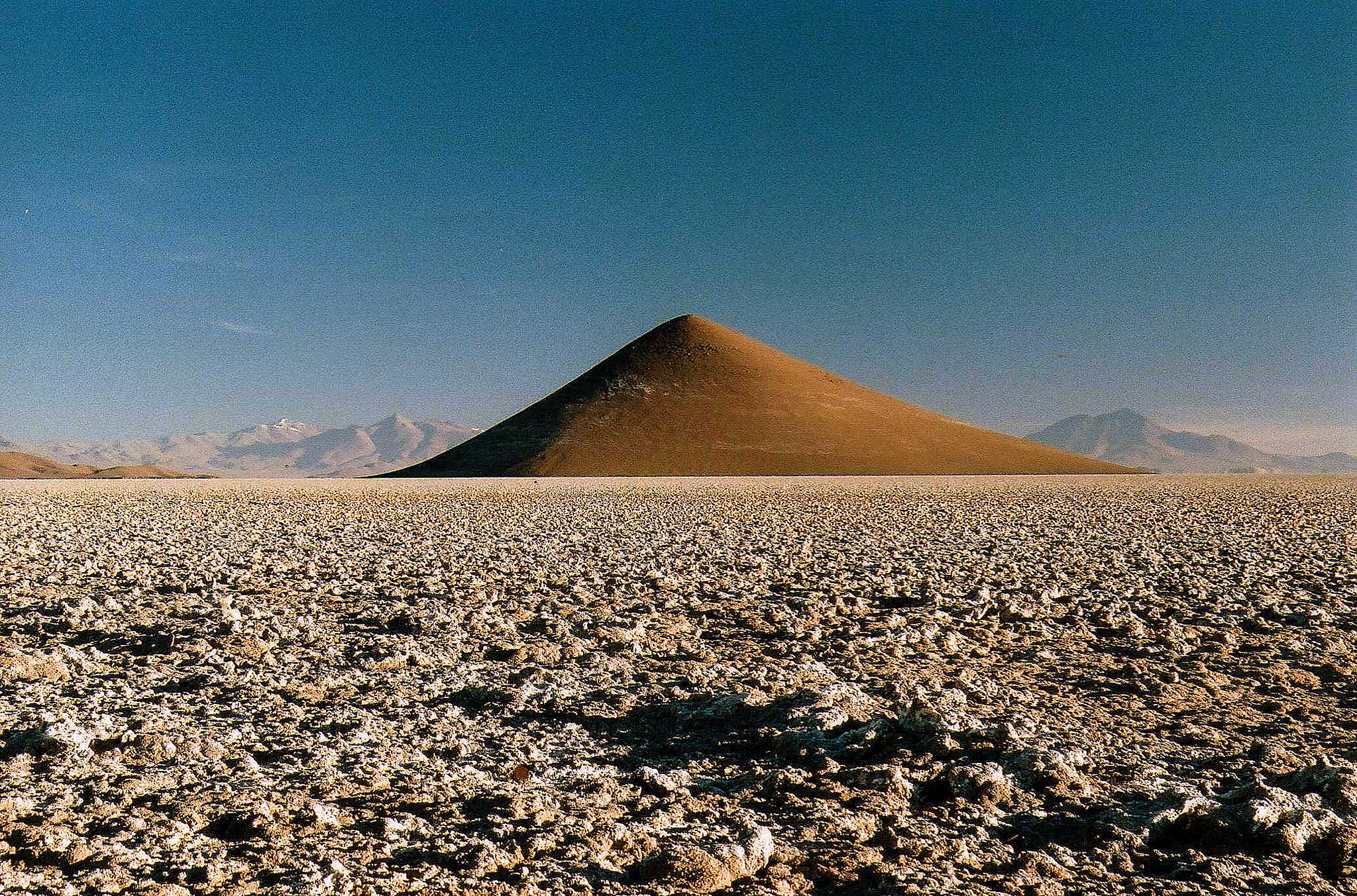
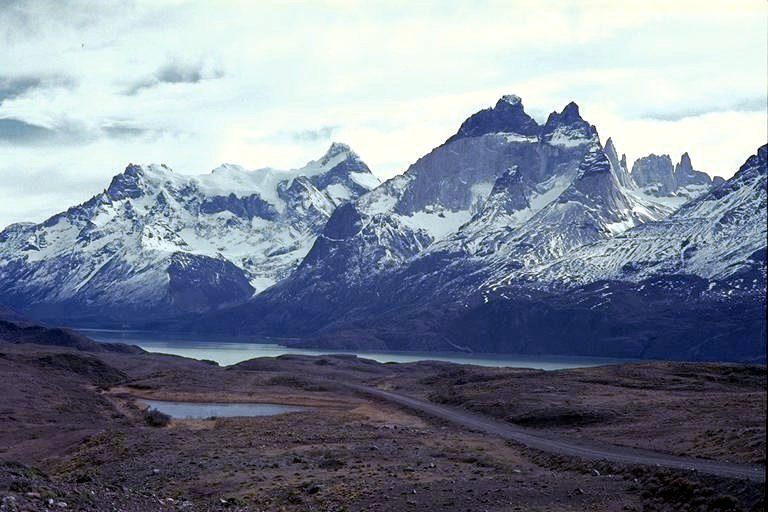
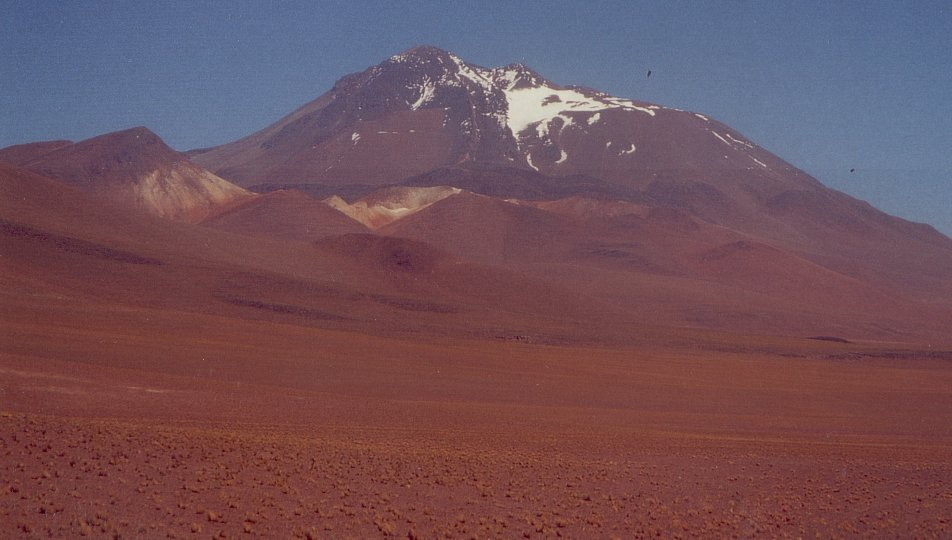
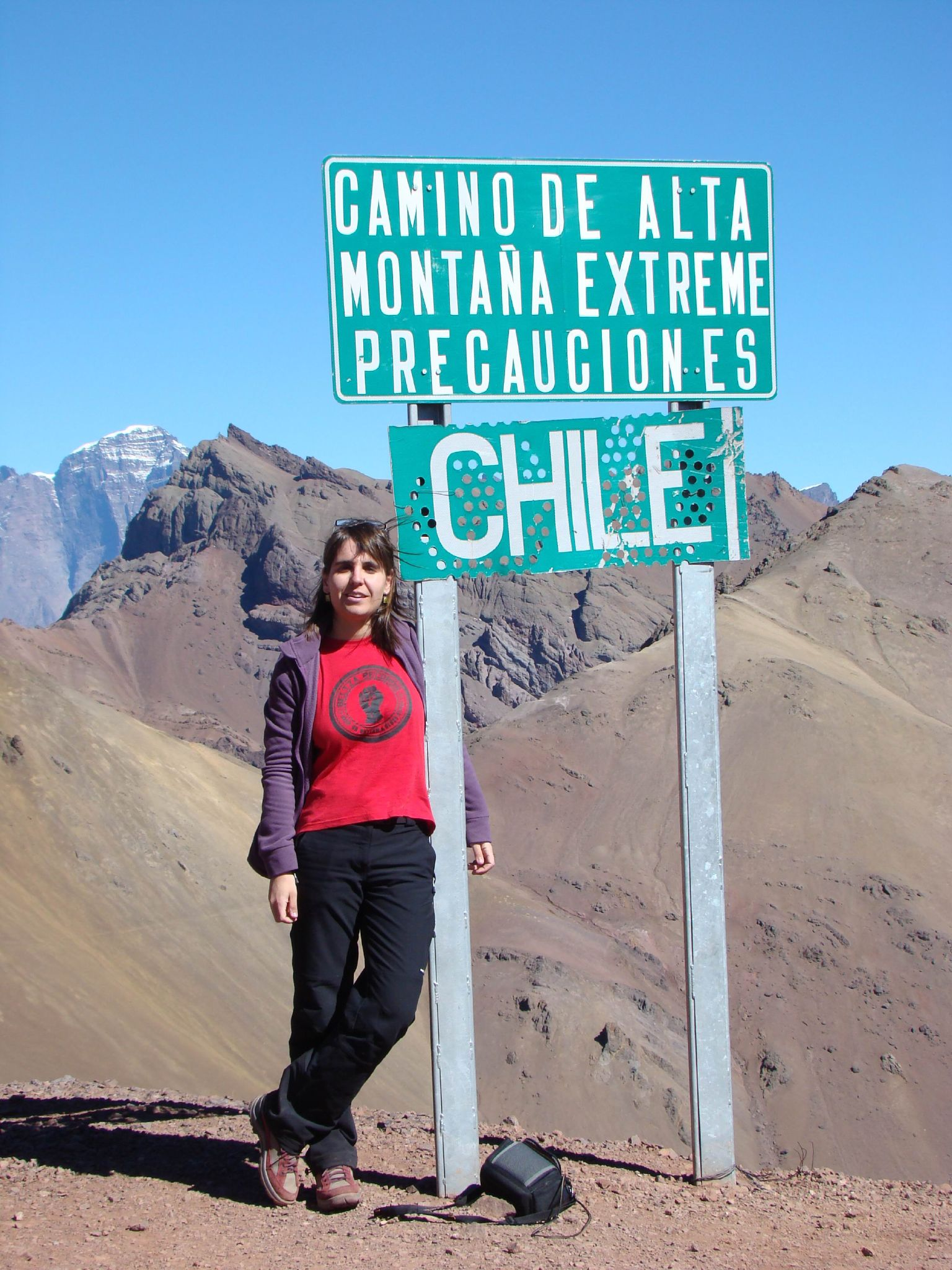